# Dylan Gissi
Dylan Gissi, né le 27 avril 1991 à Genève en Suisse, est un footballeur possédant les nationalités argentine, suisse, et italienne. Il évolue au poste de défenseur central.

## Carrière
Après un début de carrière entre la Suisse et l'Argentine, et une pige en Espagne, Dylan Gissi rejoint le Montpellier HSC pour trois ans à l'été 2014. Il ne dispute que deux matchs en deux saisons, un en Ligue 1 contre Bordeaux (défaite 1-0) en août 2014, et un autre en Coupe de la Ligue à Lorient (défaite 3-2) en octobre 2015. Il quitte le MHSC en juin 2016, étant prêté un an avec option d'achat au Rosario Central. Son contrat dans l'Hérault ne sera pas renouvelé lors de l'été 2017.

## Statistiques
| Saison                | Club                   | Championnat           | Championnat | Championnat | Coupe nationale | Coupe nationale | Coupe de la Ligue | Coupe de la Ligue | Compétition(s) continentale(s) | Compétition(s) continentale(s) | Compétition(s) continentale(s) | Total | Total |
| Saison                | Club                   | Division              | M.          | B.          | M.              | B.              | M.                | B.                | Comp.                          | M.                             | B.                             | M.    | B.    |
| 2010-2011             | Estudiantes La Plata   | Primera División      | 1           | 0           | -               | -               | -                 | -                 | CL                             | -                              | -                              | 1     | 0     |
| 2011-2012             | Estudiantes La Plata   | Primera División      | -           | -           | -               | -               | -                 | -                 | -                              | -                              | -                              | 0     | 0     |
| 2012-2013             | Estudiantes La Plata   | Primera División      | -           | -           | -               | -               | -                 | -                 | -                              | -                              | -                              | 0     | 0     |
| Sous-total            | Sous-total             | Sous-total            | 1           | 0           | -               | -               | -                 | -                 | -                              | -                              | -                              | 1     | 0     |
| 2013-2014             | Club Olimpo            | Primera División      | 23          | 3           | -               | -               | -                 | -                 | -                              | -                              | -                              | 23    | 3     |
| 2014-2015             | Montpellier HSC        | Ligue 1               | 1           | 0           | -               | -               | -                 | -                 | -                              | -                              | -                              | 1     | 0     |
| 2015-2016             | Montpellier HSC        | Ligue 1               | -           | -           | -               | -               | 1                 | 0                 | -                              | -                              | -                              | 1     | 0     |
| Sous-total            | Sous-total             | Sous-total            | 1           | 0           | -               | -               | 1                 | 0                 | -                              | -                              | -                              | 2     | 0     |
| 2016-2017             | Rosario Central (prêt) | Primera División      | 5           | 0           | 3               | 0               | -                 | -                 | -                              | -                              | -                              | 8     | 0     |
| 2017-2018             | Defensa y Justicia     | Primera División      | 17          | 0           | -               | -               | -                 | -                 | CS                             | 1                              | 0                              | 18    | 0     |
| 2018-2019             | CA Patronato           | Primera División      | 9           | 0           | 2               | 0               | -                 | -                 | -                              | -                              | -                              | 11    | 0     |
| 2019-2020             | Atlético Tucumán       | Primera División      | 7           | 1           | 2               | 0               | -                 | -                 | CL                             | 2                              | 0                              | 11    | 1     |
| 2020-2021             | CA Patronato           | Primera División      | -           | -           | 8               | 0               | -                 | -                 | -                              | -                              | -                              | 8     | 0     |
| Total sur la carrière | Total sur la carrière  | Total sur la carrière | 30          | 3           | 3               | 0               | 1                 | 0                 | -                              | 0                              | 0                              | 34    | 3     |

## Famille
Né en Suisse d'un père argentin, Gissi possède également la nationalité italienne.
Il est le grand frère de Kevin Gissi (en), footballeur qui évolue au poste d'avant-centre à l'Estudiantes de Río Cuarto (en).